# مارکوس رایتر
مارکوس رایتر (انگلیسی: Markus Reiter؛ زادهٔ ۱۰ اوت ۱۹۷۶) بازیکن فوتبال اهل آلمان است.
از باشگاه‌هایی که در آن بازی کرده‌است می‌توان به باشگاه فوتبال گروتر فورث، باشگاه فوتبال دویسبورگ، و باشگاه فوتبال بروسیا مونشن‌گلادباخ اشاره کرد.
وی همچنین در تیم‌های ملی فوتبال جوانان آلمان، جوانان آلمان، و زیر ۲۱ سال آلمان بازی کرده‌است.